# Luciano Zavagno
Luciano Zavagno est un ancien footballeur italo-argentin, né le 6 août 1977 à Rosario (Argentine) qui évoluait au poste de défenseur ou milieu.

## Carrière
- 1994-1997 : CA Unión  Argentine
- 1997-1999 : RC Strasbourg  France
- 1999-2002 : ES Troyes AC  France
- 2002-2003 : Derby County  Angleterre
- 2003-2004 : Ancône Calcio  Italie
- 2004 : Estudiantes de La Plata  Argentine
- 2005-2006 : Calcio Catane  Italie
- 2006-12/2006 : Ionikos Le Pirée  Grèce
- 01/2007-2009 : AC Pise  Italie
- 2009-2010 : AC Ancône  Italie
- 2010-2012 : Torino FC  Italie[1]

## Palmarès
- Vainqueur de la Coupe Intertoto en 2001 avec Troyes